# Nos Bastidores da Bíblia: Êxodo
Nos Bastidores da Bíblia: Êxodo é um romance gráfico brasileiro escrito por Carlos Ruas e desenhado por Leonardo Maciel.
O livro se baseia no Livro do Êxodo para contar a história de Moisés e do povo hebreu após a libertação do Egito. A história se pauta principalmente no humor, trazendo elementos adicionais à história original, que seriam os acontecimentos "nos bastidores", que não estariam na Bíblia.

Este foi o primeiro projeto de romance gráfico de Carlos Ruas, que publica desde 2009 a webcomic Um Sábado Qualquer, na qual faz sátira das religiões e tem como personagens principais Deus e o Diabo. A obra foi viabilizada através de financiamento coletivo com pré-venda de 1.200 exemplares.
Em 2016, o livro ganhou o Prêmio Angelo Agostini de melhor lançamento independente. No mesmo ano, a plataforma TocaLivros lançou uma versão da obra adaptada para o formato de audiolivro.
Em 2019, Ruas divulgou a intenção de fazer novos livros até fazer a Bíblia inteira em quadrinhos. A intenção é que o próximo volume aborde o Gênesis, mas sem previsão de data para produção.